# 日本陸上競技選手権大会
日本陸上競技選手権大会（にほんりくじょうきょうぎせんしゅけんたいかい、Japanese Athletics Championships）は、陸上競技の日本一を決める大会である。日本陸上競技連盟主催、トラック競技・フィールド競技の男女合計36種目を実施する。毎年6月に開催し、夏季オリンピック・世界選手権などの国際大会開催年は日本代表の選考会を兼ねている。単に日本選手権とも呼ばれている。

## 沿革
第1回大会は大日本体育協会が主催し「第一回全国陸上競技大会」の名で1913年11月1日・2日に陸軍戸山学校新運動場（一周270m）を会場として、19種目の競技を行った。100m・400mなどに加えて、立高跳・立幅跳・ベースボール用球投といった種目を実施した。
この後、体育協会が第11回まで大会を主催した。体育協会と関東の私立大学との対立が影響し、1924年は大会が開催されなかった。
1925年に全日本陸上競技連盟が成立し、同連盟が第12回以降の大会を主催した。第12回は女子の競技を開始した大会でもあり、100m・走高跳・砲丸投など7種目を行っている。
1928年の大会では人見絹枝が100m（12秒2）、走幅跳（5m98）の2種目で世界新記録を樹立している。
第二次世界大戦の影響により1941年の第28回大会が中止となり、1942年の大会は行われたものの、1943年から1945年までの間は開催されなかった。
戦時中に全日本陸上競技連盟は財団法人日本体育会の一部門となっていたが、戦後に日本陸上競技連盟が組織されて1946年に第1回国民体育大会を兼ねる形で大会を再開した。
年を追うごとに競技種目を整備し、直近では2006年の第90回大会に女子3000mSCを追加した。
2001年の第85回大会以降の開催時期は6、7月となっている。
戦前は関東と関西で主に行われていたが、1947年に福岡県八幡市で開催されてからは地方で行われることが多くなった。
その後、1958年に国立競技場が完成すると長らく同所を中心とする首都圏開催で定着していたが、1996年の第80回以降は全国各地の第1種公認陸上競技場での持ち回りに移行した。なお、持ち回り移行後も旧国立競技場では3度開催（最後の開催は2005年の第89回）されたが、2019年建て替え後の新国立競技場での本大会開催は2025年の第109回が初となる（リレー・10000mは開催歴あり）。

## 大会一覧
| 回  | 年度   | 開催日程            | 開催地                          | 備考                                           |
| --- | ------ | ------------------- | ------------------------------- | ---------------------------------------------- |
| 1   | 1913年 | 11月1日 - 2日       | 陸軍戸山学校                    | 男子19種目を実施                               |
| 2   | 1914年 | 11月22日 - 23日     | 陸軍戸山学校                    |                                                |
| 3   | 1915年 | 11月20日 - 21日     | 陸軍戸山学校                    | 男子円盤投・やり投追加                         |
| 4   | 1916年 | 9月2日 - 3日        | 東京・芝浦運動場                | 男子110mH・十種競技追加                        |
| 5   | 1917年 | 11月17日 - 18日     | 鳴尾運動場                      |                                                |
| 6   | 1918年 | 11月2日 - 3日       | 東京・芝浦運動場                | 男子三段跳追加                                 |
| 7   | 1919年 | 11月8日 - 9日       | 鳴尾運動場                      |                                                |
| 8   | 1920年 | 11月27日 - 28日     | 東大農学部実科                  | 男子4×400mH追加                                |
| 9   | 1921年 | 11月19日 - 20日     | 東大農学部実科                  |                                                |
| 10  | 1922年 | 11月4日 - 5日       | 東大農学部実科                  |                                                |
| 11  | 1923年 | 11月10日 - 11日     | 東大農学部実科                  |                                                |
| 12  | 1925年 | 11月22日 - 23日     | 明治神宮外苑競技場              | 女子種目の開始、7種目を実施                    |
| 13  | 1926年 | 5月8日 - 9日        | 大阪市立運動場                  |                                                |
| 14  | 1927年 | 8月6日 - 7日        | 明治神宮外苑競技場              |                                                |
| 15  | 1928年 | 5月19日 - 20日      | 大阪市立運動場                  | 男子400mH、女子800m・走幅跳・円盤投追加        |
| 16  | 1929年 | 11月1日 - 3日       | 明治神宮外苑競技場              | 女子80mH・やり投追加                           |
| 17  | 1930年 | 10月25日 - 26日     | 大阪市立運動場                  |                                                |
| 18  | 1931年 | 11月1日 - 3日       | 明治神宮外苑競技場              | 男子3000mSC追加                                |
| 19  | 1932年 | 5月25日、28日、29日 | 明治神宮外苑競技場              | 男子50km競歩追加                               |
| 20  | 1933年 | 10月31日 - 11月3日  | 明治神宮外苑競技場              |                                                |
| 21  | 1934年 | 10月20日 - 21日     | 甲子園南運動場                  | 女子400m・五種競技追加                         |
| 22  | 1935年 | 11月2日 - 4日       | 明治神宮外苑競技場              |                                                |
| 23  | 1936年 | 10月30日 - 11月1日  | 明治神宮外苑競技場              |                                                |
| 24  | 1937年 | 11月1日 - 3日       | 明治神宮外苑競技場              |                                                |
| 25  | 1938年 | 9月24日 - 25日      | 甲子園南運動場                  |                                                |
| 26  | 1939年 | 10月30日 - 11月3日  | 第一高等学校 明治神宮外苑競技場 |                                                |
| 27  | 1940年 | 10月30日 - 11月3日  | 明治神宮外苑競技場              |                                                |
| 28  | 1941年 | 7月17日 - 19日      | 中百舌鳥総合運動場              | 中止                                           |
| 29  | 1942年 | 7月11日 - 12日      | 中百舌鳥総合運動場              |                                                |
| 30  | 1946年 | 11月2日 - 3日       | 西京極競技場                    | 兼第1回国民体育大会                            |
| 31  | 1947年 | 10月4日 - 5日       | 鞘ヶ谷陸上競技場                |                                                |
| 32  | 1948年 | 8月14日 - 15日      | 山形県営競技場                  |                                                |
| 33  | 1949年 | 8月27日 - 28日      | 橿原公苑陸上競技場              |                                                |
| 34  | 1950年 | 10月7日 - 8日       | 鴨池陸上競技場                  |                                                |
| 35  | 1951年 | 10月13日 - 14日     | 瑞穂公園陸上競技場              |                                                |
| 36  | 1952年 | 10月4日 - 5日       | 岐阜県営陸上競技場              |                                                |
| 37  | 1953年 | 10月10日 - 11日     | 明治神宮外苑競技場              |                                                |
| 38  | 1954年 | 9月24日 - 26日      | 明治神宮外苑競技場              |                                                |
| 39  | 1955年 | 10月22日 - 23日     | 王子陸上競技場                  | 男子20km競歩追加                               |
| 40  | 1956年 | 10月6日 - 7日       | 宮城野競技場                    |                                                |
| 41  | 1957年 | 10月5日 - 6日       | 王子陸上競技場                  |                                                |
| 42  | 1958年 | 10月11日 - 12日     | 国立競技場                      |                                                |
| 43  | 1959年 | 8月1日 - 2日        | 国立競技場                      |                                                |
| 44  | 1960年 | 7月1日 - 3日        | 国立競技場                      |                                                |
| 45  | 1961年 | 6月30日 - 7月2日    | 国立競技場                      |                                                |
| 46  | 1962年 | 10月12日 - 14日     | 大宮公園陸上競技場兼双輪場      |                                                |
| 47  | 1963年 | 10月12日 - 15日     | 国立競技場                      | 兼東京国際スポーツ大会（プレ五輪）             |
| 48  | 1964年 | 7月3日 - 5日        | 国立競技場                      |                                                |
| 49  | 1965年 | 10月15日 - 17日     | 国立競技場                      |                                                |
| 50  | 1966年 | 9月16日 - 18日      | 国立競技場                      |                                                |
| 51  | 1967年 | 9月22日 - 24日      | 国立競技場                      |                                                |
| 52  | 1968年 | 8月29日 - 9月1日    | 駒沢陸上競技場 国立競技場       |                                                |
| 53  | 1969年 | 9月19日 - 21日      | 上尾運動公園陸上競技場          | 女子1500m追加、女子80mHを100mHに変更           |
| 54  | 1970年 | 5月29日 - 31日      | 国立競技場                      | 女子4×400m追加                                 |
| 55  | 1971年 | 5月28日 - 30日      | 国立競技場                      |                                                |
| 56  | 1972年 | 6月2日 - 4日        | 国立競技場                      |                                                |
| 57  | 1973年 | 6月1日 - 3日        | 千葉県陸上競技場                |                                                |
| 58  | 1974年 | 5月31日 - 6月2日    | 国立競技場                      |                                                |
| 59  | 1975年 | 5月30日 - 6月1日    | 国立競技場                      |                                                |
| 60  | 1976年 | 6月4日 - 6日        | 国立競技場                      |                                                |
| 61  | 1977年 | 10月28日 - 30日     | 国立競技場                      | 女子3000m追加                                  |
| 62  | 1978年 | 10月28日 - 29日     | 国立競技場                      |                                                |
| 63  | 1979年 | 10月27日 - 28日     | 国立競技場                      | 女子400mH追加                                  |
| 64  | 1980年 | 10月25日 - 26日     | 国立競技場                      |                                                |
| 65  | 1981年 | 10月24日 - 25日     | 国立競技場                      | 女子10000m追加、五種競技を七種競技に変更       |
| 66  | 1982年 | 9月11日 - 12日      | 国立競技場                      |                                                |
| 67  | 1983年 | 10月1日 - 2日       | 国立競技場                      |                                                |
| 68  | 1984年 | 10月20日 - 21日     | 国立競技場                      |                                                |
| 69  | 1985年 | 5月31日 - 6月2日    | 国立競技場                      |                                                |
| 70  | 1986年 | 5月30日 - 6月1日    | 国立競技場                      |                                                |
| 71  | 1987年 | 6月13日 - 14日      | 国立競技場                      | 女子三段跳・10km競歩追加                       |
| 72  | 1988年 | 6月17日 - 19日      | 国立競技場                      |                                                |
| 73  | 1989年 | 6月17日 - 18日      | 国立競技場                      |                                                |
| 74  | 1990年 | 6月9日 - 10日       | 千葉県陸上競技場                |                                                |
| 75  | 1991年 | 6月13日 - 16日      | 国立競技場                      |                                                |
| 76  | 1992年 | 6月12日 - 14日      | 国立競技場                      |                                                |
| 77  | 1993年 | 6月11日 - 13日      | 国立競技場                      |                                                |
| 78  | 1994年 | 6月10日 - 12日      | 国立競技場                      |                                                |
| 79  | 1995年 | 6月9日 - 11日       | 国立競技場                      | 女子棒高跳・ハンマー投追加、3000mを5000mに変更 |
| 80  | 1996年 | 6月6日 - 9日        | 長居陸上競技場                  |                                                |
| 81  | 1997年 | 10月2日 - 5日       | 国立競技場                      |                                                |
| 82  | 1998年 | 9月30日 - 10月4日   | 熊本県民陸上競技場              | 女子10km競歩を20km競歩に変更                   |
| 83  | 1999年 | 10月1日 - 3日       | 静岡県草薙総合運動場陸上競技場  |                                                |
| 84  | 2000年 | 10月6日 - 8日       | 宮城スタジアム                  |                                                |
| 85  | 2001年 | 6月8日 - 10日       | 国立競技場                      |                                                |
| 86  | 2002年 | 6月7日 - 9日        | 西部緑地公園陸上競技場          |                                                |
| 87  | 2003年 | 6月6日 - 8日        | 横浜国際総合競技場              |                                                |
| 88  | 2004年 | 6月4日 - 6日        | 布勢陸上競技場                  |                                                |
| 89  | 2005年 | 6月2日 - 5日        | 国立競技場                      |                                                |
| 90  | 2006年 | 6月30日 - 7月2日    | ユニバー記念競技場              | 女子3000mSC追加                                |
| 91  | 2007年 | 6月29日 - 7月1日    | 長居陸上競技場                  |                                                |
| 92  | 2008年 | 6月26日 - 29日      | 等々力陸上競技場                |                                                |
| 93  | 2009年 | 6月25日 - 28日      | 広島広域公園陸上競技場          |                                                |
| 94  | 2010年 | 6月4日 - 6日        | 香川県立丸亀競技場              |                                                |
| 95  | 2011年 | 6月10日 - 12日      | 熊谷スポーツ文化公園陸上競技場  |                                                |
| 96  | 2012年 | 6月8日 - 10日       | ヤンマースタジアム長居          |                                                |
| 97  | 2013年 | 6月7日 - 9日        | 味の素スタジアム                |                                                |
| 98  | 2014年 | 6月6日 - 8日        | とうほう・みんなのスタジアム    |                                                |
| 99  | 2015年 | 6月26日 - 28日      | デンカビッグスワンスタジアム    |                                                |
| 100 | 2016年 | 6月24日 - 26日      | パロマ瑞穂スタジアム            |                                                |
| 101 | 2017年 | 6月23日 - 25日      | ヤンマースタジアム長居          |                                                |
| 102 | 2018年 | 6月22日 - 24日      | 維新みらいふスタジアム          |                                                |
| 103 | 2019年 | 6月27日 - 30日      | 博多の森競技場                  |                                                |
| 104 | 2020年 | 10月1日 - 3日       | デンカビッグスワンスタジアム    |                                                |
| 105 | 2021年 | 6月24日 - 27日      | ヤンマースタジアム長居          |                                                |
| 106 | 2022年 | 6月9日 - 12日       | ヤンマースタジアム長居          |                                                |
| 107 | 2023年 | 6月1日 - 4日        | ヤンマースタジアム長居          |                                                |
| 108 | 2024年 | 6月27日 - 30日      | デンカビッグスワンスタジアム    |                                                |
| 109 | 2025年 | 7月4日 - 6日        | 国立競技場                      |                                                |

## 実施種目
- 100m
- 200m
- 400m

- 800m
- 1500m
- 5000m

- 110mハードル
- 100mハードル
- 400mハードル
- 3000mSC

- 走高跳
- 棒高跳
- 走幅跳
- 三段跳

- 砲丸投
- 円盤投
- ハンマー投
- やり投

本大会ではトラック競技・フィールド競技の男女各18種目計36種目が実施される。次の種目は日時・会場を分離して実施されている。
- 混成種目 - 日本陸上競技選手権大会混成競技
- リレー種目 - 日本陸上競技選手権リレー競技大会
- 競歩種目 - 日本陸上競技選手権大会35キロ競歩・日本陸上競技選手権大会男子20キロ 女子20キロ競歩
- マラソン - ジャパンマラソンチャンピオンシップシリーズ
  - マラソングランドチャンピオンシップ（MGC）が開催された年はMGCが日本陸上競技選手権を兼ねて行う[17]。
- クロスカントリー - 日本陸上競技選手権大会クロスカントリー競走
- 10000m - 2018年までは本大会で開催されたが、2019年以降は別開催。
  - 2019年はゴールデングランプリ陸上開催日に行われる[18][19]。
  - 2020年は長距離種目（5000m、10000m、3000mSC）の大会を別途開催する[20]。
  - 2021年以降は単独開催[21]。
- 室内種目 - 日本陸上競技選手権大会・室内競技（2025年まで）

## 大会記録
| 種目                                                                                              | 男子                                         | 男子                                         | 男子                                         | 男子                                         | 男子 | 女子                                             | 女子                                             | 女子                                             | 女子                                             | 女子 |
| 種目                                                                                              | 選手名                                       | 記録                                         | 年度                                         | 場所                                         |      | 選手名                                           | 記録                                             | 年度                                             | 場所                                             |      |
| ------------------------------------------------------------------------------------------------- | -------------------------------------------- | -------------------------------------------- | -------------------------------------------- | -------------------------------------------- | ---- | ------------------------------------------------ | ------------------------------------------------ | ------------------------------------------------ | ------------------------------------------------ | ---- |
| 100m                                                                                              | サニブラウン・アブデル・ハキーム             | 10.02 （-0.3 m/s）                           | 2019                                         | 福岡                                         |      | ポーリン・デービス                               | 11.29 （0.0 m/s）                                | 1991                                             | 東京                                             |      |
| 200m                                                                                              | 末續慎吾                                     | 20.03 （+0.6 m/s）                           | 2003                                         | 横浜                                         |      | ポーリン・デービス                               | 22.73 （+0.7 m/s）                               | 1991                                             | 東京                                             |      |
| 400m                                                                                              | 高野進                                       | 44.78                                        | 1991                                         | 東京                                         |      | 丹野麻美                                         | 51.93                                            | 2005                                             | 東京                                             |      |
| 800m                                                                                              | 落合晃                                       | 1:45.82                                      | 2024                                         | 新潟                                         |      | 久保凛                                           | 1:59.52                                          | 2025                                             | 東京                                             |      |
| 1500m                                                                                             | 飯澤千翔                                     | 3:36.81                                      | 2024                                         | 東京                                         |      | 田中希実                                         | 4:01.44                                          | 2024                                             | 新潟                                             |      |
| 5000m                                                                                             | 伊藤達彦                                     | 13:13.56                                     | 2024                                         | 新潟                                         |      | 田中希実                                         | 14:59.02                                         | 2025                                             | 東京                                             |      |
| 10000m                                                                                            | 塩尻和也                                     | 27:09.80                                     | 2023                                         | 東京                                         |      | 新谷仁美                                         | 30:20.44                                         | 2020                                             | 大阪                                             |      |
| 100mハードル                                                                                      | —                                            | —                                            | —                                            | —                                            |      | 福部真子                                         | 12.75 （+0.8 m/s） （±0.0 m/s）                  | 2024 2025                                        | 新潟 東京                                        |      |
| 110mハードル                                                                                      | 泉谷駿介                                     | 13.04 （-0.9 m/s）                           | 2023                                         | 大阪                                         |      | —                                                | —                                                | —                                                | —                                                |      |
| 400mハードル                                                                                      | 豊田兼                                       | 47.99                                        | 2024                                         | 新潟                                         |      | ニコレッタ・カルタス                             | 55.78                                            | 1991                                             | 東京                                             |      |
| 3000mSC                                                                                           | 三浦龍司                                     | 8:14.47                                      | 2022                                         | 大阪                                         |      | 山中柚乃                                         | 9:41.84                                          | 2021                                             | 大阪                                             |      |
| 走高跳                                                                                            | 醍醐直幸                                     | 2m33                                         | 2006                                         | 神戸                                         |      | 佐藤恵                                           | 1m94                                             | 1988                                             | 東京                                             |      |
| 棒高跳                                                                                            | イゴール・ポタポビッチ 澤野大地              | 5m80                                         | 1990 2004                                    | 千葉 鳥取                                    |      | 諸田実咲                                         | 4m41                                             | 2024                                             | 新潟                                             |      |
| 走幅跳                                                                                            | 橋岡優輝                                     | 8m36                                         | 2021                                         | 大阪                                         |      | ラリサ・ベレズナヤ                               | 7m03                                             | 1990                                             | 千葉                                             |      |
| 三段跳                                                                                            | 山下訓史                                     | 17m15                                        | 1986                                         | 東京                                         |      | 森本麻里子                                       | 14m16                                            | 2023                                             | 大阪                                             |      |
| 砲丸投                                                                                            | セルゲイ・ニコラエフ                         | 19m02                                        | 1990                                         | 千葉                                         |      | 甄文華                                           | 19m40                                            | 1991                                             | 東京                                             |      |
| 円盤投                                                                                            | アデワーレ・オルコジュ                       | 64m20                                        | 1991                                         | 東京                                         |      | 閔春鳳                                           | 59m94                                            | 1991                                             | 東京                                             |      |
| ハンマー投                                                                                        | 室伏広治                                     | 83m29                                        | 2003                                         | 横浜                                         |      | 村上来花                                         | 66m88                                            | 2025                                             | 東京                                             |      |
| やり投                                                                                            | 﨑山雄太                                     | 87m16                                        | 2025                                         | 東京                                         |      | 北口榛花                                         | 63m68                                            | 2019                                             | 福岡                                             |      |
|                                                                                                   |                                              |                                              |                                              |                                              |      |                                                  |                                                  |                                                  |                                                  |      |
| 十種競技                                                                                          | 右代啓祐                                     | 8308                                         | 2014                                         | 長野                                         |      | —                                                | —                                                | —                                                | —                                                |      |
| 七種競技                                                                                          | —                                            | —                                            | —                                            | —                                            |      | リリアナ・ナスターゼ                             | 6594                                             | 1992                                             | 東京                                             |      |
| 4×100m                                                                                            | 法政大学                                     | 38.79                                        | 2015                                         | 横浜                                         |      | 東邦銀行                                         | 44.37                                            | 2012                                             | 横浜                                             |      |
| 4×100m                                                                                            | （西垣佳哉、大瀬戸一馬、矢野琢斗、長田拓也） | （西垣佳哉、大瀬戸一馬、矢野琢斗、長田拓也） | （西垣佳哉、大瀬戸一馬、矢野琢斗、長田拓也） | （西垣佳哉、大瀬戸一馬、矢野琢斗、長田拓也） |      | （佐藤真有、千葉麻美、青木沙弥佳、渡辺真弓）     | （佐藤真有、千葉麻美、青木沙弥佳、渡辺真弓）     | （佐藤真有、千葉麻美、青木沙弥佳、渡辺真弓）     | （佐藤真有、千葉麻美、青木沙弥佳、渡辺真弓）     |      |
| 4×400m                                                                                            | 中央大学                                     | 3:05.02                                      | 2011                                         | 横浜                                         |      | 福島大学                                         | 3:34.70                                          | 2007                                             | 横浜                                             |      |
| 4×400m                                                                                            | （加瀬宏二郎、飯塚翔太、木村淳、鬼塚祐志）   | （加瀬宏二郎、飯塚翔太、木村淳、鬼塚祐志）   | （加瀬宏二郎、飯塚翔太、木村淳、鬼塚祐志）   | （加瀬宏二郎、飯塚翔太、木村淳、鬼塚祐志）   |      | （渡辺なつみ、丹野麻美、青木沙弥佳、金田一菜可） | （渡辺なつみ、丹野麻美、青木沙弥佳、金田一菜可） | （渡辺なつみ、丹野麻美、青木沙弥佳、金田一菜可） | （渡辺なつみ、丹野麻美、青木沙弥佳、金田一菜可） |      |
| マラソン                                                                                          | 藤田敦史                                     | 2:06:51                                      | 2000                                         | 福岡                                         |      | 野口みずき                                       | 2:21:18                                          | 2003                                             | 大阪                                             |      |
| 20km競歩                                                                                          | 池田向希                                     | 1:16:51                                      | 2023                                         | 神戸                                         |      | 藤井菜々子                                       | 1:27:59                                          | 2023                                             | 神戸                                             |      |
| 35km競歩                                                                                          | 野田明宏                                     | 2:23:13                                      | 2023                                         | 輪島                                         |      | 岡田久美子                                       | 2:44:11                                          | 2023                                             | 輪島                                             |      |
| [ 22 ] [ 23 ] [ 24 ] [ 25 ] [ 26 ] [ 27 ] [ 28 ] [ 29 ] [ 30 ] [ 31 ] [ 32 ] [ 33 ] [ 34 ] [ 35 ] |                                              |                                              |                                              |                                              |      |                                                  |                                                  |                                                  |                                                  |      |

## 成績
- 日本陸上競技選手権大会の記録一覧 (男子)
- 日本陸上競技選手権大会の記録一覧 (女子)

## 出場資格
2021年現在、日本国籍を有する日本陸連登録競技者（日本で生まれ育った外国籍競技者を含む）で以下のいずれかの条件を満たす必要がある。
- 当該種目の前回大会優勝者
- 日本陸上競技選手権大会クロスカントリー競走の前回大会の女子5000m、シニア女子8kmの優勝者
- シレジア2021世界リレー選手権大会に派遣された競技者
- 参加標準記録を指定期間内に突破した競技者
- 申込資格記録を指定期間内に突破した競技者

各種目でのエントリー数が出場可能人数（ターゲットナンバー）を超えた場合、上から順番に出場が決定し、申込資格記録は記録の高い競技者が優先される。
2001年の大会までは外国籍の選手も「正式参加」として順位も認められていたが、2002年の大会からは外国籍の選手が出場しても「オープン参加」の扱いとなる。

## 日本代表選考について
当大会は年度により各国際大会の日本代表選手選考競技会を兼ねて実施される。
2013年現在、指定期間内に参加標準記録Aを突破し、当大会で優勝した選手は代表内定となる。
また、2013年第14回世界選手権の代表選考から日本陸連による派遣設定記録が導入され、記録はIAAFが定める世界選手権参加標準記録Aよりも高い数値に設定された。
指定期間内に派遣設定記録をクリアし、当大会で8位入賞以上の成績を残した選手は代表内定となる。これら以外は日本陸連理事会の協議によって代表選手が決定される。
選考基準・派遣人数は年度や各大会により異なる。詳細は各国際大会記事を参照。

## 放送について
- NHKが放映権を持ち、各日とも後半をNHK総合テレビジョン及びNHK BS1で中継（2012年度のようにナイターで行われた場合、一部BS1などで放送されたこともある）。NHK総合では少なくとも土日は生中継となる。また、優勝インタビューもNHKアナウンサーが担当。
- 1991年大会は、この後東京で開催された世界陸上競技選手権大会のホスト局を務めた日本テレビが、技術面のリハーサルを兼ねてメイン映像の制作を担当した（一部映像と実況・解説はNHKが担当）。このため、エンディングでは「制作著作：NHK　映像協力：日本テレビ」と表示されていた。
- NHKの中継開始前に行われる種目は日本陸連公式YouTubeチャンネルにてライブ配信を行っている。